# Санкт Јохан (Виртемберг)
Санкт Јохан (њем. St. Johann) општина је у њемачкој савезној држави Баден-Виртемберг. Једно је од 26 општинских средишта округа Ројтлинген. Према процјени из 2010. у општини је живјело 5.243 становника. Посједује регионалну шифру (AGS) 8415093.

## Географски и демографски подаци
Санкт Јохан се налази у савезној држави Баден-Виртемберг у округу Ројтлинген. Општина се налази на надморској висини од 727 метара. Површина општине износи 59,0 km². У самом мјесту је, према процјени из 2010. године, живјело 5.243 становника. Просјечна густина становништва износи 89 становника/km².